# Лео и Тиг
«Лео и Тиг» — российский анимационный детский мультсериал, созданный студией «Паровоз».

## Сюжет
Мультсериал о маленьком ловком леопарде Лео и рыжем неуклюжем тигре Тиге. Жизнь зверят полна приключений, из которых они выходят победителями, справляясь с собственными страхами и помогая друг другу.
В первом сезоне герои познают необычные явления природы Приморского края, разгадывают тайны леса, помогают тем, кто нуждается в их помощи. Во втором сезоне Лео и Тиг встречают китайскую обезьянку Лили, которая попала в беду и потерялась. Чтобы помочь подруге вернуться домой, Лео, Тиг, Мила, Яра, Мартик и Куба отправляются в далёкое путешествие по разным странам. В третьем сезоне ребята возвращаются в родную Тайгу и знакомятся с духами и, как в первом сезоне, открывают новые тайны. В третьем сезоне Лео, Тиг с новым персонажем Леонеллой изучают духов, которые живут в Тайге.

## Съёмочная группа
- Авторы идеи: Дмитрий Медников, Евгений Головин
- Режиссёры-постановщики серии: Артур Толстобров, Александр Люткевич, Николай Козлов, Евгений Головин, Марина Нефёдова, Геннадий Буто, Курчак Дьордь, Екатерина Морозова, Сергей Луценко, Мария Никулина, Аутсорс Студия, Александр Воробьёв, Алексей Гайлит, Максим Куликов
- Авторы сценария: Мария Парфёнова, Евгений Головин, Антон Ланшаков, Андрей Берлогов, Светлана Малашина, Вадим Воля, Анастасия Бессонова, Тимур Алгабеков, Андрей Бережной, Иордан Кефалиди, Владимир Толкачиков, Ярослав Косинов, Михаил Кокотко
- Художники-постановщики: Екатерина Ладатко, Дарья Романова
- Авторы текста песни: Мария Парфёнова, Светлана Малашина, Вадим Воля
- Продюсеры: Дмитрий Медников, Евгений Головин, Татьяна Цыварева, Антон Сметанкин
- Исполнительный продюсер: Марианна Галстухова-Сметанкина
- Композиторы: Сергей Боголюбский, Дарья Ставрович
- Монтаж: Максим Максимов, Михаил Макуров, Диана Незаметдинова
- Звукорежиссёры: Иннокентий Седов, Михаил Щукин, Варвара Белоус, Николай Яковлев
- Диктор: Дмитрий Назаров (1 сезон), Даниил Эльдаров (2 сезон), Диомид Виноградов (3 сезон)

## Список серий
| №                   | Название серии        | Дата премьеры на YouTube | №                   | Название серии           | Дата премьеры на YouTube | №                   | Название серии      | Дата премьеры на YouTube |
| 1 сезон (2016-2019) | 1 сезон (2016-2019)   | 1 сезон (2016-2019)      | 2 сезон (2019-2020) | 2 сезон (2019-2020)      | 2 сезон (2019-2020)      | 3 сезон (2020-2022) | 3 сезон (2020-2022) | 3 сезон (2020-2022)      |
| 1                   | Шкура солнца          | 3 октября 2016           | 27                  | Таинственная гостья      | 5 марта 2019             | 53                  | Агидель             | 4 января 2021            |
| 2                   | Таинственная пещера   | 29 ноября 2016           | 28                  | Путеводная стрела        | 19 марта 2019            | 54                  | Домовик             | 31 декабря 2020          |
| 3                   | Таёжная сказка        | 29 декабря 2016          | 29                  | Потеряшка                | 9 апреля 2019            | 55                  | Дух игры            | 20 марта 2021            |
| 4                   | Осень в тайге         | 10 марта 2017            | 30                  | Расколотая земля         | 27 апреля 2019           | 56                  | Земляничка          | 13 марта 2021            |
| 5                   | Серебряная река       | 29 апреля 2017           | 31                  | Каменный цветок          | 30 мая 2019              | 57                  | Зимняя сказка       | 16 апреля 2021           |
| 6                   | Красный олень         | 10 июня 2017             | 32                  | Древесный заяц           | 17 июня 2019             | 58                  | Солнечный зайчик    | 13 октября 2021          |
| 7                   | Самое ценное          | 21 июля 2017             | 33                  | Весёлый казуар           | 6 августа 2019           | 59                  | Капелька            | 14 мая 2021              |
| 8                   | Высший пилотаж        | 8 августа 2017           | 34                  | Королевский аромат       | 7 октября 2019           | 60                  | Искорка             | 21 мая 2021              |
| 9                   | Орлиная скала         | 6 сентября 2017          | 35                  | Встреча с Тасманом       | 14 октября 2019          | 61                  | Дух ночи            | 22 июня 2021             |
| 10                  | Старый друг           | 26 сентября 2017         | 36                  | Ледяной бал              | 28 октября 2019          | 62                  | Дух цветов          | 8 июля 2021              |
| 11                  | Пробуждение дракона   | 12 октября 2017          | 37                  | Белый-пребелый           | 8 ноября 2019            | 63                  | Каменный великан    | 23 августа 2021          |
| 12                  | История героя         | 8 ноября 2017            | 38                  | Краски Африки            | 21 ноября 2019           | 64                  | Коварный мох        | 6 сентября 2021          |
| 13                  | До свидания, Феофан   | 6 декабря 2017           | 39                  | Лучший бегун             | 5 декабря 2019           | 65                  | Вулкан              | 8 ноября 2021            |
| 14                  | Подарок духа тайги    | 27 января 2018           | 40                  | Игра для императора      | 23 декабря 2019          | 66                  | Путеводный дух      | 8 декабря 2021           |
| 15                  | Маленькая Вьюжка      | 21 февраля 2018          | 41                  | Каждому по способностям  | 9 января 2020            | 67                  | Похититель Кубы     | 30 декабря 2021          |
| 16                  | Маленький подвиг      | 21 марта 2018            | 42                  | Таонго из рода Галаго    | 15 января 2020           | 68                  | Болотный монстр     | 21 января 2022           |
| 17                  | Долой пернатых        | 17 апреля 2018           | 43                  | Панго Великолепный       | 18 февраля 2020          | 69                  | Хэллоуин            | 22 февраля 2022          |
| 18                  | Подкидыш              | 28 апреля 2018           | 44                  | Земляной зуб             | 11 апреля 2020           | 70                  | Джинн               | 11 марта 2022            |
| 19                  | Пропавшее вдохновение | 9 июня 2018              | 45                  | Заклинатель змей         | 14 апреля 2020           | 71                  | Радуга              | 13 апреля 2022           |
| 20                  | Морской бой           | 10 июля 2018             | 46                  | Ожерелье забытого города | 17 мая 2020              | 72                  | Скала предков       | 16 мая 2022              |
| 21                  | Плохая примета        | 15 августа 2018          | 47                  | Хозяин реки              | 2 июня 2020              | 73                  | Дух красоты         | 25 мая 2022              |
| 22                  | Солнечный народ       | 25 сентября 2018         | 48                  | Два капитана             | 21 июня 2020             | 74                  | Лунные яблоки       | 20 июня 2022             |
| 23                  | Тайна сгоревшего леса | 17 октября 2018          | 49                  | Маленький хитрец         | 23 июля 2020             | 75                  | Пещера страха       | 28 июня 2022             |
| 24                  | Таёжный патруль       | 31 октября 2018          | 50                  | Бамбуковый мастер        | 18 августа 2020          | 76                  | Дух раздора         | 8 июля 2022              |
| 25                  | Влюблённый Куба       | 23 ноября 2018           | 51                  | Сокровища обезьян        | 18 сентября 2020         | 77                  | Дух урожая          | 25 июля 2022             |
| 26                  | Чемпионы нового года  | 4 января 2019            | 52                  | Дорога домой             | 20 октября 2020          | 78                  | Лекарство для Мапы  | 15 сентября 2022         |
| ------------------- | --------------------- | ------------------------ | ------------------- | ------------------------ | ------------------------ | ------------------- | ------------------- | ------------------------ |

### Лео и Тиг. Волшебные песни! (2020-2021)
| №  | Название серии    | Дата премьеры на YouTube |
| 1  | Таинственный лес  | 24 октября 2020          |
| 2  | Звёздочка         | 31 октября 2020          |
| 3  | Танцуй с нами     | 7 ноября 2020            |
| 4  | Зелёная фея       | 14 ноября 2020           |
| 5  | Праздник для тебя | 21 ноября 2020           |
| 6  | Звёздные барашки  | 28 ноября 2020           |
| 7  | Лучший друг       | 5 декабря 2020           |
| 8  | Лесные подружки   | 12 декабря 2020          |
| 9  | Храбрецы          | 19 декабря 2020          |
| 10 | Дождь             | 4 января 2021            |
| 11 | Шампунька         | 12 января 2021           |
| 12 | Медвежья песенка  | 16 января 2021           |
| 13 | Скоро новый год!  | 9 января 2021            |
| 14 | Синий бегемот     | 30 января 2021           |
| 15 | Антарктида        | 27 января 2021           |
| 16 | Весёлый хор       | 27 марта 2021            |
| 17 | Коалы             | 27 февраля 2021          |
| 18 | Озорник           | 6 февраля 2021           |
| 19 | Сладости          | 20 февраля 2021          |
| 20 | Павлин            | 28 апреля 2021           |
| 21 | Учитель танцев    | 10 апреля 2021           |
| 22 | Непогода          | 25 апреля 2021           |
| 23 | Невезение         | 22 мая 2021              |
| 24 | Крокодил          | 21 июня 2021             |
| 25 | Жираф             | 12 августа 2021          |
| 26 | Змея              | 8 мая 2021               |
| -- | ----------------- | ------------------------ |

## Роли озвучивали
| Актёр озвучивания   | Персонаж/Роль |
| ------------------- | --- |
| Агния Кузнецова     | Лео |
| Александра Урсуляк  | Тиг |
| Дмитрий Назаров     | Мапа Пандига (1 и 2 сезон), диктор (1 сезон) |
| Ксения Кутепова     | Мила |
| Дарья Верзилина     | Мила, кускусы-девочки |
| Наталия Медведева   | Редьяра, Яра, Вейшенг |
| Василиса Эльдарова  | Леонелла, Джемайма |
| Елена Шульман       | Мама Лео, Мама-белка |
| Даниил Эльдаров     | Феофан, Вожак стаи аистов, Тасман, диктор (2 сезон), Орёл Старейшина (2 сезон), Красный волк, Коала Тарабол 82-й, Каз, Эрнандо, Цвета радуги, Дух урожая |
| Диомид Виноградов   | банда Харз, Мапа Пандига (3 сезон), Бобры работники, Полоз, Орел-стражник, попугай Жако, дикобразы Джейк и Нидал, слон, павлин Хан, Скала предков, Джинн |
| Владимир Антоник    | Чёрные грифы |
| Ульяна Куликова     | Жирафята |
| Александр Пожаров   | Орел-старейшина |
| Ольга Зубкова       | Метель-Завируха, морская леопардиха Мане, мама Апака носорожица Нтанда, Милашка, Дух красоты, Дух раздора                                                |
| Ирина Лапина        | сорока |
| Ян Гэ               | обезьянка Лили |
| Юлия Авшарова       | черепаха (таёжная и африканская) |
| Прохор Чеховской    | Гепард Чит |
| Елена Соловьёва     | утконосы, Мама-кенгуру, пингвин Стелла |
| Иван Калинин        | коала-советник Даим, Король обезьян — отец Лили, кускус Сома, один из казуаров, пингвин Креон                                                            |
| Александр Швецов    | Кубор |
| Леон Черняк         | кенгурёнок Уолору |
| Борис Репетур       | один из казуаров, косатка (самец косатки) , Таонго из рода Галаго                                                                                        |
| Сергей Сергеев      | пингвин-мажордом |
| Ксения Медведева    | тюлень Апак |
| Ирина Гришина       | морской слонёнок Стромай |
| Кирилл Федулов      | Тюлень-папа Апака |
| Сергей Друзьяк      | Панго Великолепный |
| Даниил Маслов       | львёнок Рэй, Искорка |
| Антон Савенков      | вождь Анупам, крокодил |
| Глеб Петров         | мангуст Мунго |
| Владимир Панкратов  | панда-учитель Чангпу |
| Станислав Соломатин | Каменный великан, Искорка |
| Дария Ставрович     | Мамонтёнок |

## Награды и фестивали
- 2017 — XXII Открытый Российский Фестиваль анимационного кино в Суздале: Приз от Reed MIDEM — сертификат на участие в MIP Junior, крупнейшем международном рынке развлекательного контента для детей и юношества — студии «Паровоз» за сериал «Лео и Тиг», реж. Николай Козлов, Александр Люткевич[2].
- 2017 — III Национальная анимационная премия «Икар» Номинирован в категории «Стартап» (серия «Таинственная пещера», режиссеры Николай Козлов и Александр Люткевич).
- 2017 — в Москве состоялось вручение первой российской индустриальной премии в области анимации и лицензирования «Мультимир»[3]. По итогам закрытого голосования в номинации «Лучшая 2D графика российского анимационного фильма» победу одержал сериал «Лео и Тиг»[4].
- 2019 — Российская индустриальная премия в сфере анимации и лицензирования «Мультимир» «Лучшая 3D-графика российского анимационного фильма»[5].
- 2019 — V Национальная анимационная премия «Икар». Номинирован в категории «Эпизод» (серия «Таёжный патруль», режиссёры Николай Козлов и Александр Люткевич).
- 2019 — Российская национальная телевизионная премия «ТЭФИ-KIDS». Номинирован в категории «Лучшая музыка для детской программы / сериала / анимационного фильма».